# Scott & Bailey
Scott & Bailey è una serie televisiva britannica creata da Sally Wainwright e Diane Taylor. La serie ha debuttato su ITV il 29 maggio 2011 e si è conclusa il 27 aprile 2016 e vede come protagoniste Suranne Jones, Lesley Sharp e Amelia Bullmore.

## Trama
La serie ruota attorno alla vita personale e professionale delle detective Rachel Bailey e Janet Scott, membri del nono distretto della squadra di crimini maggiori della polizia metropolitana di Manchester.

## Episodi
| Stagione         | Episodi | Prima TV Regno Unito | Prima TV Italia |
| ---------------- | ------- | -------------------- | --------------- |
| Prima stagione   | 6       | 2011                 | 2011            |
| Seconda stagione | 8       | 2012                 | 2012            |
| Terza stagione   | 8       | 2013                 | 2017            |
| Quarta stagione  | 8       | 2014                 | 2018            |
| Quinta stagione  | 3       | 2016                 | 2023            |

## Personaggi e interpreti

### Principali
- Rachel Bailey (stagioni 1-5), interpretata da Suranne Jones, doppiata da Francesca Fiorentini.
Ispettrice nel distretto nove promossa sergente e vice capo nella quarta stagione. Rachel ha guadagnato il soprannome di "Sherlock" per le sue abilità deduttive e investigative. Dopo un anno passato a Londra, ritorna a Manchester e assume il ruolo di capo ad interim del distretto nove in sostituzione di Gill.
- Janet Scott (stagioni 1-5), interpretata da Lesley Sharp, doppiata da Stefanella Marrama.
Ispettrice nel distretto nove, partner di lavoro e migliore amica di Rachel. Moglie di Adrian, è acuta e intelligente.
- Gill Murray (stagioni 1-4), interpretata da Amelia Bullmore, doppiata da Cristina Boraschi.
Capo ispettore del distretto nove e madre single, è chiamata Godzilla da Rachel per il suo essere autoritaria e brusca.
- Nick Savage (stagione 1), interpretato da Rupert Graves, doppiato da Pasquale Anselmo.
Avvocato ed ex amante di Rachel.
- Andy Roper (stagioni 1-2), interpretato da Nicholas Gleaves, doppiato da Massimo Rinaldi.
Sergente e vice capo del distretto nove innamorato di Janet.
- Sean McCartney (stagioni 2-3), interpretato da Sean Maguire, doppiato da Christian Iansante.
Agente della polizia di Manchester e marito di Rachel.
- Julie Dodson (stagioni 2-5), interpretata da Pippa Haywood, doppiata da Aurora Cancian.
Capo ispettore del distretto tre e amica di Gill. In seguito viene promossa soprintendente ottenendo la supervisione di più distretti, incluso il nove.
- Rob Waddington (stagioni 3-4), interpretato da Danny Miller, doppiato da Davide Perino.
Giovane sergente assunto dopo che Janet ha rifiutato una promozione a seguito del trasferimento di Andy.
- Chris Crowley (stagione 4), interpretato da Danny Webb, doppiato da Gianni Giuliano.
Ispettore del distretto nove e fidanzato per alcuni mesi di Janet.
- Lee Broadhurst (stagioni 4-5, ricorrente stagioni 1-3), interpretato da Delroy Brown.
Ispettore del distretto nove.
- Pete Readyough (stagioni 4-5, ricorrente stagioni 1-3), interpretato da Tony Mooney, doppiato da Vladimiro Conti.
Ispettore del distretto nove.
- Ian "Mitch" Mitchell (stagioni 4-5, ricorrente stagioni 1-3), interpretato da David Prosho, doppiato da Oliviero Dinelli.
Ispettore del distretto nove.
- Anna Ram (stagione 5), interpretata da Jing Lusi, doppiata da Ludovica Bebi.
Ispettrice del distretto nove, assunta mentre Rachel era assente.

### Ricorrenti
- Kevin Lumb (stagioni 1-3), interpretato da Ben Batt, doppiato da Francesco Pezzulli.
Ispettore del distretto nove e breve storia di Rachel dopo averle salvato la vita da un sospettato violento.
- Alison Bailey (stagioni 1-5), interpretata da Sally Lindsay, doppiata da Tatiana Dessi (stagioni 3-5).
Sorella maggiore di Rachel e Dominic.
- Taisie Scott (stagioni 1-5), interpretata da Harriet Waters, doppiata da Sara Labidi (stagioni 1-2).
Figlia minore di Janet e Adrian.
- Adrian Scott (stagioni 1-3), interpretato da Tony Pitts.
Insegnante di geografia, marito di Janet e padre di Taisie e Elise.
- Dave Murray (stagioni 1-2), interpretato da Vincent Regan, doppiato da Roberto Pedicini.
Capo dell'unità di revisione il cui team viene occasionalmente chiamato per esaminare i progressi del distretto nove nelle indagini sugli omicidi ed ex marito di Gill.
- Geoff Hastings (stagioni 1-2), interpretato da Kevin Doyle.
Vecchio amico di scuola di Janet che la persuade a rivedere un caso non risolto.
- Scary" Mary Jackson, interpretata da Julia Deakin (stagione 2) e da Judy Holt (stagioni 3-5), doppiata da Alessandra Cassioli (stagione 2) e da Melina Martello (stagioni 3-4).
Medico legale interno.
- Dorothy Parsons (stagioni 2-5), interpretata da Judith Barker, doppiata da Rita Savagnone (stagioni 2-4) e da Lorenza Biella (stagione 5).
Madre di Janet.
- Elise Scott, interpretata da Shannon Flynn (stagione 1) e da Olivia Fenton (stagioni 2-4).
Figlia maggiore di Janet e Adrian.
- Dominic Bailey (stagione 2), interpretato da Liam Boyle, doppiato da David Chevalier.
Fratello minore di Rachel e Alison che ha scontato una pena detentiva per rapina a mano armata.
- Sharon Bailey (stagioni 3-4), interpretata da Tracie Bennett, doppiata da Alessandra Cassioli.
Madre di Rachel, Alison e Dominic dipendente dall'alcol e fumo che ha abbandonato i figli da piccoli.
- Helen Bartlett (stagione 3), interpretata da Nicola Walker, doppiata da Tiziana Avarista.
Figlia di Joe e Eunice Bevan, sospettata dell'omicidio della madre.
- Joe Bevan (stagione 3), interpretato da George Costigan, doppiato da Mino Caprio.
Sospettato dell'omicidio di sua moglie Eunice.
- Karen Zelinski (stagione 3), interpretata da Gabrielle Reidy, doppiata da Antonella Giannini.
Assistente comandante, funzionario di alto rango all'interno della polizia metropolitana di Manchester.
- Will Pemberton (stagione 4), interpretato da Steve Toussaint, doppiato da Roberto Draghetti.
Soprintendente nell'unità crimini sessuali e fidanzato di Rachel, le assicura inoltre un posto da vice nel distaccamento di Londra.
- Neil Simpson (stagione 5), interpretato da Gregg Chillin, doppiato da Davide Albano.
Ispettore dell'unità crimini violenti che aiuta Rachel nel suo primo caso come capo ad interim.

## Produzione

### Sviluppo
Scott & Bailey si basa su un'idea originale di Suranne Jones e Sally Lindsay, con Jones che ha commentato che ci dovevano essere più ruoli per le donne «che non erano solo moglie di, assistente di, madre di, amante di, ecc.» Lindsay, appassionata di serie televisive come New York New York, era interessata al concetto di un programma che descriveva in dettaglio la vita di due donne in carriera. Jones parlando della serie, ha affermato che è «il New York New York di Manchester», anche se ha riconosciuto che Scott & Bailey, come serie drammatica, fosse più «cruda e reale».
Dopo aver consegnato l'idea a Nicola Shindler di Red Production Company, Shindler ha contattato Sally Wainwright che ha scritto una sceneggiatura per un episodio. Nonostante le reazioni positive, il progetto si è arenato fino a quando ITV l'ha scoperto e ha chiesto a Wainwright di riscrivere la sceneggiatura.
Successivamente, Wainwright si è unita con Diane Taylor, un ex ispettore di polizia della Greater Manchester Police, per creare la serie e la produzione si è ampliata con l'idea originale di Jones e Lindsay. Dal punto di vista di Taylor, i police procedural erano spesso pieni non solo di imprecisioni tecniche, ma di ciò che sentiva essere inesattezze di come si comportavano gli agenti, dichiarando: «questo è ciò che mi irrita davvero nei polizieschi, che si piange per i cadaveri e si ubriacano fino a perdere i sensi. Dureresti circa due settimane.» Dei suoi anni come agente di polizia, rispetto alla rappresentazione in televisione, Taylor ha affermato: «la realtà è molto più interessante. Potrei tirarmi fuori mille casi dalla testa e la gente direbbe che non sarebbe mai avvenuto. Le persone hanno bisogno delle fiction perché non crederebbero alla realtà.»

### Sceneggiatura
Scott & Bailey è prodotta dalla Red Production Company con sede a Manchester. Nicola Shindler, che ha fondato la società nel 1998, è il produttore esecutivo insieme a Sally Wainwright e Tom Sherry.
Il ruolo di produttore è stato assunto da Yvonne Francas nella prima stagione e da Tom Sherry per la seconda e terza stagione. Nella quarta stagione, Sherry è stato ingaggiato come produttore esecutivo con Wainwright e Shindler, mentre il produttore è Juliet Charlesworth. Per la quinta stagione, Suranne Jones è diventata produttrice esecutiva insieme a Shindler.
Il coinvolgimento di Diane Taylor come produttrice consulente è accreditato di aver mantenuto a Scott & Bailey una «autenticità rigorosa». Secondo Jessamy Calkin del Telegraph: «l'attenzione ai dettagli è più estrema in questa serie, dicono dalla troupe, rispetto ad altre su cui hanno lavorato.» Durante le riprese di Unforgiven nel 2008, a Wainwright è stato detto di conoscere Taylor da Grant Montgomery, l'ideatore della miniserie. Dopo l'incontro, la produzione ha avuto il via libero da ITV e la sceneggiatura è stata in gran parte riscritta. Wainwright è responsabile della scrittura della maggior parte degli episodi.
Amelia Bullmore, che interpreta Gill Murray, ha scritto tre episodi; Wainwright aveva voluto coinvolgere altri sceneggiatori nello sviluppo. Sebbene sia una sceneggiatrice professionista, Scott & Bailey rappresenta il primo caso in cui Bullmore ha scritto e recitato nella stessa produzione. A causa dell'incremento di lavoro di Wainwright sulle altre serie drammatiche Last Tango in Halifax e Happy Valley, Bullmore è stata scelta come capo sceneggiatrice per la quarta stagione nel 2014. È stata unita nel gruppo degli sceneggiatori da Lee Warburton, che ha scritto due episodi della quarta stagione ed è tornata nuovamente nel 2015 per la quinta stagione.

### Casting
Suranne Jones, che si era sempre immaginata di interpretare Rachel Bailey quando l'idea del progetto le era venuta in mente, ha ottenuto il ruolo, anche se nelle fasi di pre-produzione della serie il personaggio aveva un nome diverso, Cathy. Originariamente era previsto che Lindsay recitasse con Jones, ma è rimasta incinta di due gemelli, così il ruolo di Janet è stato assegnato a Lesley Sharp. Lindsay ha ricevuto una parte minore come sorella di Rachel, Alison. Lindsay ha approvato il casting di Sharp mentre Jones era soddisfatta alla prospettiva di lavorarci insieme, dicendo: «Ero davvero elettrizzata il giorno della lettura del copione».
Rachel e Janet sono ispettrici nella squadra di crimini maggiori del fittizio servizio di polizia nella città metropolitana di Manchester, con alla guida l'ispettore capo Gill Murray (Amelia Bullmore), che è vagamente basato su Diane Taylor. I produttori erano indecisi su quale età avrebbe dovuto avere Murray, ma avevano originariamente immaginato un'attrice più anziana di Bullmore.
Danny Miller è entrato nel cast principale nella terza stagione come Rob Waddington mentre Tracie Bennett nel ruolo della madre di Rachel, Sharon. In un arco narrativo prolungato, Nicola Walker è stata scritturata per il personaggio di Helen Bartlett, un personaggio spinto all'instabilità emotiva da eventi passati portati alla luce dalla polizia di Manchester. In preparazione per il ruolo Walker ha visitato uno psicologo per sviluppare la sua caratterizzazione.

### Riprese

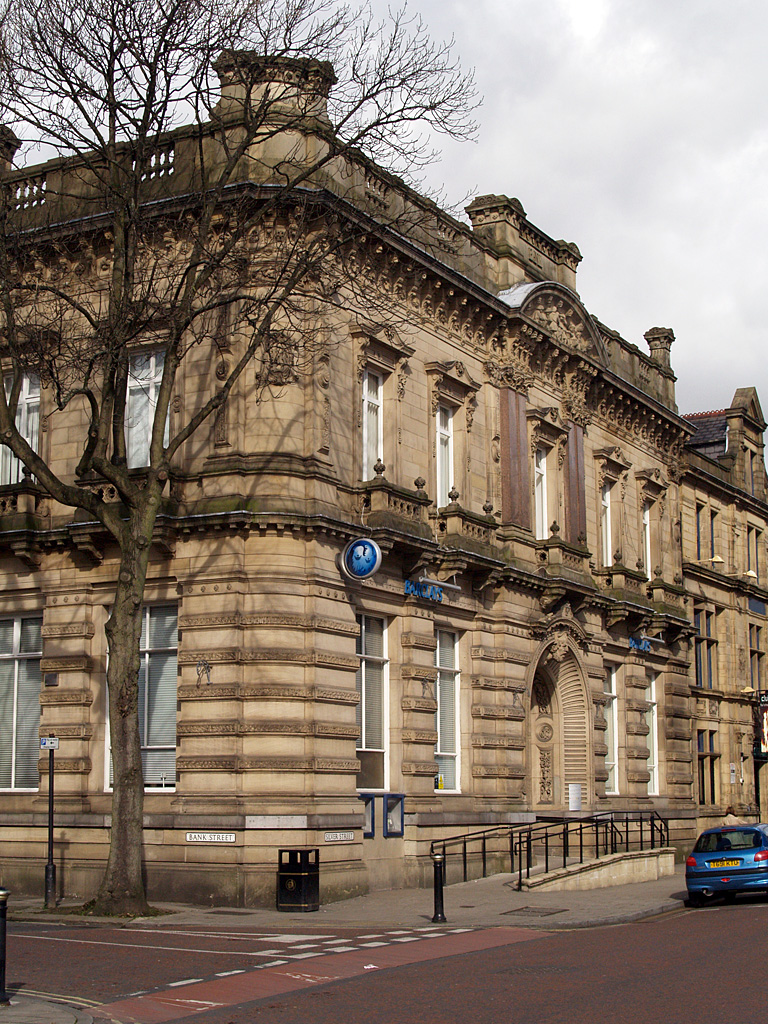
Ex filiale di Barclays a Bury utilizzato come facciata esterna della stazione di polizia nelle prime tre stagioni

La lavorazione della prima stagione si è svolta in dodici settimane dal novembre 2010. La serie è stata girata nella Grande Manchester e nei dintorni. Oldham è stato un altro luogo utilizzato insieme a Shaw. Per la sede centrale della squadra di crimini maggiori, nelle prime stagioni, è stata utilizzata una vecchia filiale di Barclays sulla Silver Street a Bury. Le riprese della nuova stazione di polizia, la fittizia Oldham Road, sono avvenute nell'ex commissariato della  Greater Manchester Police a Beswick. Alla serie è stato anche concesso il permesso di filmare nella HM Prison Risley a Cheshire, dove il location manager James Muirhead e una troupe di trentacinque persone ha girato per un giorno.

## Distribuzione
In Italia le prime due stagioni sono state trasmesse dal 28 ottobre 2011 al 16 ottobre 2012 su Fox Life. La terza e quarta stagione sono andate in onda su Giallo dal 27 febbraio 2017 al 2018 mentre la quinta e ultima stagione è arrivata su Sky Investigation il 5 ottobre 2023.

## Accoglienza
Scott & Bailey ha ricevuto recensioni generalmente buone. Tom Sutcliffe di The Independent ha osservato che: nonostante fosse una «decisione meno che coraggiosa», per ITV, di commissionare una serie poliziesca alla domenica sera, Scott & Bailey ha «autentici segni di vita nell'insieme». Sam Wollaston del The Guardian, tuttavia, ha messo in discussione la plausibilità dell'idea che il personaggio di Rachel non si sarebbe reso conto che il suo compagno da due anni fosse già sposato, considerando che è una detective, e ha descritto la serie come «Lewis con la gonna». Ciononostante Grace Dent, sempre del Guardian, l'ha definita un «grande benessere televisivo». Euan Ferguson di The Observer ha dichiarato «a dire il vero è piuttosto coinvolgente». Horatia Harrod, recensendo la terza stagione per il Telegraph, ha apprezzato la sceneggiatura della serie e la sua somiglianza con la realtà nel rappresentare la condotta professionale della polizia moderna, affermando: «questa è una serie perfettamente architettata: è sia gradevolmente romantica che deliziosamente macabra, ma riesce a superare sia il genere soap opera che quello poliziesco. In qualche modo Sally Wainwright, l'ideatrice e la sceneggiatrice della serie, ha fatto sembrare la qualità tradizionalmente monotona della competenza professionale positivamente elettrizzante.»
Le interpretazioni di Amelia Bullmore e Nicola Walker nel finale della terza stagione sono state ampiamente apprezzate. Julia Raeside del Guardian ha commentato che entrambe «offrono un'incredibile lezione di recitazione che vi toglierà il fiato. Veramente avvincente, la punta di diamante nelle serie drammatiche di ITV. Ottima idea.»

## Riconoscimenti
- 2012 – British Academy Television Awards[34]
  - Candidatura alla miglior serie drammatica
- 2012 – National Television Awards
  - Candidatura alla miglior interpretazione femminile in una serie drammatica a Suranne Jones
- 2013 – British Academy Television Awards
  - Candidatura alla miglior serie drammatica
- 2013 – National Television Awards
  - Candidatura alla miglior interpretazione femminile in una serie drammatica a Suranne Jones